# Volkmar Gessner
Volkmar Gessner (9 de octubre de 1937 - 8 de noviembre de 2014) fue un profesor universitario alemán y académico de reconocido prestigio internacional en sociología jurídica.

## Carrera profesional
Gessner estudió Sociología y Derecho en la Universidad de Múnich. Se doctoró en Derecho por la Universidad de Münster (1969) y logró la habilitación de la Facultad de Sociología de la Universidad de Bielefeld. Después de ejercer como juez de lo civil en Münster y Recklinghausen, trabajó (desde 1970) en el Max Planck Institut für ausländisches und internationales Privatrecht en Hamburgo, donde encabezó un grupo de trabajo en ciencias sociales (desde 1975). En 1980, fue nombrado profesor de Sociología del Derecho, Derecho Comparado y Política Jurídica Europea en la Universidad de Bremen. Entre los años 1980 y 1990, también desempeñó el cargo de director del recién fundado Zentrum für Europäische Rechtspolitik en Bremen (Centro de Política Jurídica Europea) y colaboró con el Laboratorio de Sociología jurídica de Donostía-San Sebastián, dirigido por el profesor Francisco Javier Caballero Harriet. Desde 1997 a 1999, fue profesor visitante en la Universidad de California, Santa Bárbara. Tras su jubilación de la Universidad de Bremen en 2003,  desempeñó hasta 2005 el cargo de Director Científico del Instituto Internacional de Sociología Jurídica de Oñate, País Vasco (al norte de España).

## Logros académicos
Tanto en sus publicaciones como en su trabajo de organización hizo importantes contribuciones al desarrollo de la sociología del derecho moderna. Fue uno de los miembros destacados del Comité de Investigación de Sociología del Derecho (RCSL) de la Asociación Internacional de Sociología (ISA). En calidad de secretario del RCSL, se vio involucrado en la creación, junto con el profesor Caballero Harriet (UPV-EHU) y Renato Treves (Universidad de Milán) del Instituto Internacional de Sociología Jurídica en 1988, y participó específicamente en la creación de su Programa de Maestría Internacional en Sociología del Derecho en el año 1990. Sus publicaciones académicas se centran en la resolución de conflictos a través del Derecho, en las culturas jurídicas y sobre la importancia de la seguridad jurídica en un mundo globalizado. Por sus logros, recibió en 2013 el precio Adán Podgòrecki del RCSL.

## Publicaciones
- Der Richter im Staatenkonflikt: Eine Untersuchung am Beispiel des Völkerrechtsverkehrs der amerikanischen Republiken. Berlín 1969: Duncker u. Humblot.
- Recht und Konflikt: eine soziologische Untersuchung privatrechtlicher Konflikte in Mexiko. Tübingen 1976: Mohr. ISBN 3-16-638382-4
- El Derecho Privado en México - Investigaciones de carácter anthropológico y sociológico sobre la realidad jurídica. En Boletín Mexicano de Derecho Comparado, No. 43, enero-abril de 1982, 121-137.
- Los conflictos sociales y la administración de justicia en México: Universidad Nacional Autónoma de México 1984.
- El jurista frente a las políticas legislativas, in: Fco. Caballero Harriet, Actualidad de la sociología del derecho, Universidad del país Vasco, San Sebastián 1985.
- Necesidad de la Sociología Jurídica, in: Ruiz Olabuéngo/Caballero, Materiales de Sociología Jurídica, Vitoria 1985, 18-40.
- Capacidad Limitada del Sistema Legal y Justicia Informal. Sociología y Psicología Jurídicas, Barcelona 1987, 37-42 (avec K. Plett).
- Sobre la Función de los Procedimientos extrajudiciales de Resolución de Controversias, Anuario Vasco de Sociología del derecho, San Sebastián 1988, 89-96.
- Sociología de las innovaciones jurídicas (con F.J.Caballero Harriet) San Sebastián 1988 (Colleccion Laboratorio de Sociología Jurídica)
- El Pronóstico de "Implementación" como parte de la tarea legislativa. Anuario Vasco de Sociología del derecho 1989, 29-39.
- La Cultura como Dimensión de la Integración Jurídica Europea, Psicología Política 4 (1992), 47-63.
- Foreign Courts. Civil Litigation in Foreign Legal Cultures. Aldershot: Dartmouth 1996 (Oñati International Series in Law and Society)
- Emerging Legal Certainty: Empirical Studies on the Globalization of Law. Aldershot 1998 (Oñati International Series in Law and Society)
- Regulación y Soporte: El comercio internacional en una cultura jurídica global. En Alfonso de Julios-Campuzano (ed.), Ciudadanía y Derecho en la Era de la Globalización, Madrid, Dykinson, 2007, 179-192.
- Los Tribunales – Enfoques económicos y sociológicos, en Rafael Sánchez Vázquez (coord.), Administración, Procuración e Impartición de Justicia, Memoria del Congreso Nacional e Internacional, Puebla/México, Montiel & Soriano, 2008, 21-31.
- Comparación jurídica y pluralismo jurídico global, en José Antonio Caballero Juárez, Hugo A. Concha Cantú, Héctor Fix-Fierro, Francisco Ibarra Palafox (coord.), Sociología del derecho. Culturas y Sistemas Jurídicos Comparados, Universidad Nacional Autónoma de México, 2010, 95-124.
- El uso de la información judicial. Oñati Socio-Legal Series, vol. 1, no. 2, 2011, 1-26. Accesible en http://opo.iisj.net/index.php/osls/article/view/67
- El otro derecho comparado. Ensayos sobre cultura y seguridad jurídica en la era de la globalization. Traducción y edición Hector Fix-Fierro. Universidad Nacional Autónoma de México 2013.

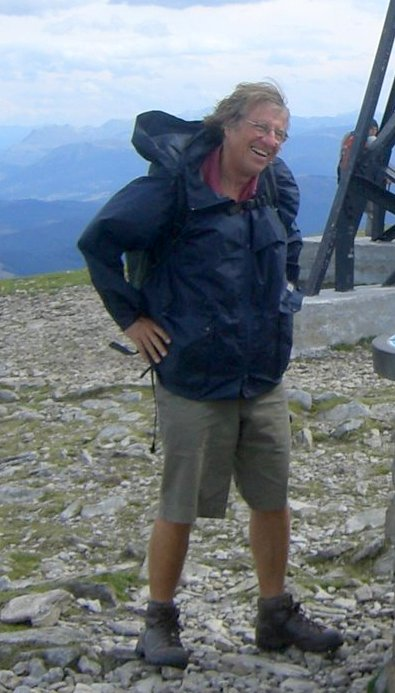
Volkmar Gessner (Gorbea, 2006)